# گذر تاریخی مرتضوی‌ها
گذر تاریخی مرتضوی‌ها مربوط به اواخر دوره قاجار است و در شهرستان اصفهان، بخش جلگه، روستای تاریخی قهی واقع شده و این اثر در تاریخ ۱۹ مرداد ۱۳۸۴ با شمارهٔ ثبت ۱۲۹۷۹ به‌عنوان یکی از آثار ملی ایران به ثبت رسیده است.